# ان‌جی‌سی ۱۱۲
ان‌جی‌سی ۱۱۲ (به انگلیسی: NGC 112) یک کهکشان مارپیچی با قدر ظاهری ۱۴٫۵ است که در صورت فلکی زن برزنجیر قرار دارد.